# Stadsbuss

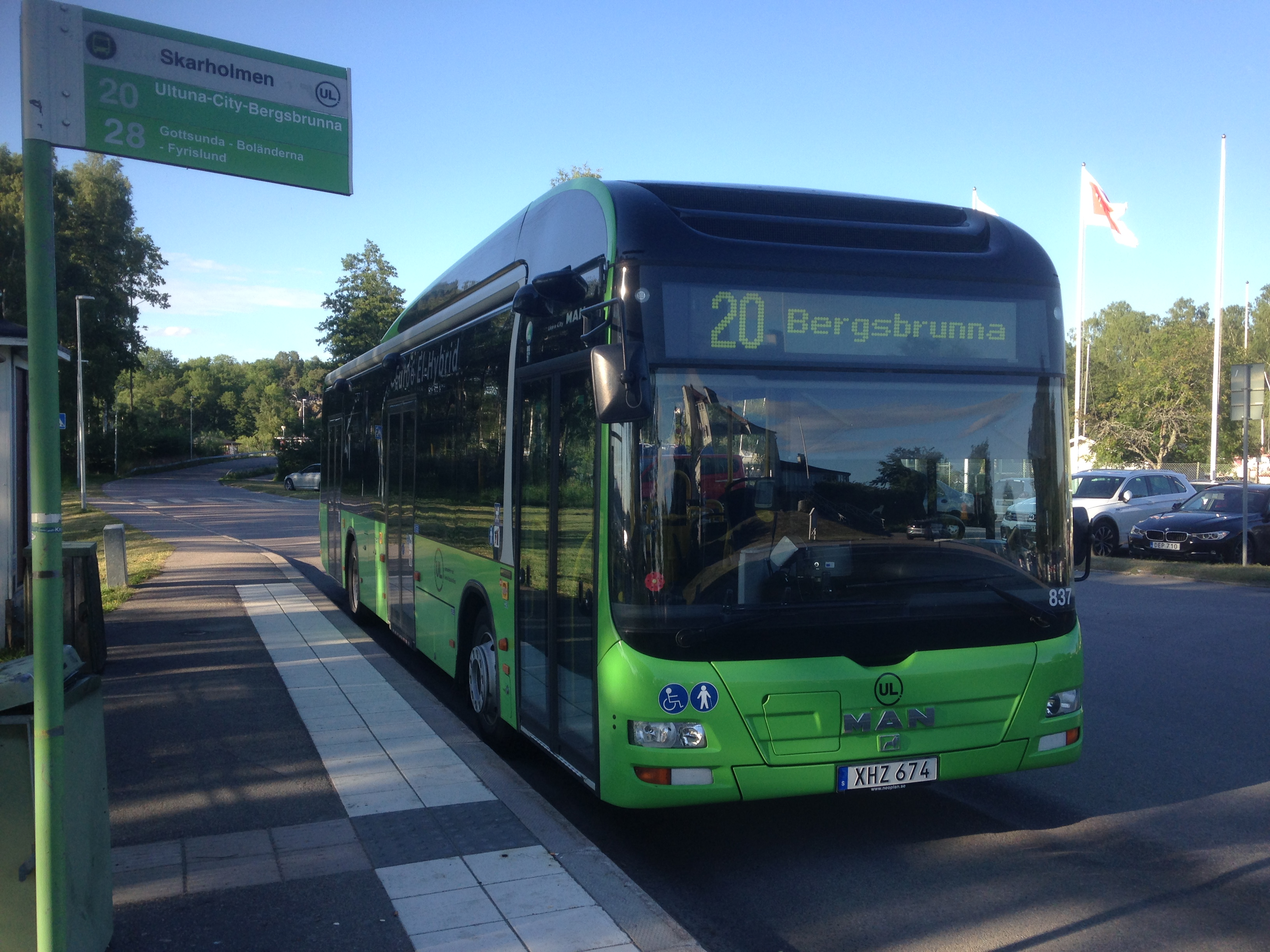
MAN Lion's City hybridbuss i Uppsala

En stadsbuss är en buss är avsedd för trafik i tätort. Helt eller delvis synonymt med stadsbusstrafik används bland andra begreppen lokaltrafik och tätortstrafik.
Stadsbussar har färre sittplatser än en långfärdsbuss för att ge plats till stående passagerare. De har även fler och/eller bredare dörrar för att underlätta snabb av och påstigning. Stadsbussar var från början identiska med landsortsbussarna, det enda som egentligen skilde var att de oftast hade fler dörrar och tätare utväxling för bästa bränsleeffektivitet i stadskörning. 
Sedan mitten av 1990-talet har bussbolag köpt låggolvs-/lågentrébussar och sedan början av 2000-talet har stadsbussar oftast lågt golv genom hela bussen, med endast mindre upphöjningar bak där motor och drivaxlar finns placerade. Dessa bussar har till skillnad från lågentrébussarna lågt golv vid varje dörr, även vid bakdörrarna. Nackdelen är hög bullernivå från väg, däck, motor och drivlina och hård fjädring. Därför används hellåggolvsbussar i stort sett endast i lokaltrafik.
Ledbussar, som är 18 meter långa eller längre, används mest i stadstrafik, och då oftast i större städer. Främst används ledbussarna på linjer med många passagerare, där kortare bussar har för få sitt- och ståplatser. Dubbeldäckare som stadsbussar är vanliga i länder med vänstertrafik, framförallt inom Samväldet, men det finns även i ett antal högertrafikländer. Bland länder med högertrafik är dubbeldäckade stadsbussar vanligast i Tyskland, närmare bestämt i Berlin. Även i Danmark förekommer dubbeldäckarbussar i stadstrafik i vissa städer. Tidigare har det även funnits dubbeldäckade stadsbussar i Sverige, närmare bestämt i Stockholm och Linköping.
I Sverige har ungefär 100 tätorter lokal busstrafik.
Bus rapid transit (BRT) är en beteckning för stadstrafiksystem med hög kapacitet i vissa storstäder med stora bussar, särskilda bussfiler och egna perronger, som ett alternativ till spårtrafik.

## Stadsbussar av olika tillverkare
- MAN Lion's City
- Mercedes-Benz Citaro
- Scania OmniCity/OmniLink/Citywide
- Solaris Urbino
- VDL Citea
- Volvo 7700/7900

### Galleri på olika typer av stadsbussar

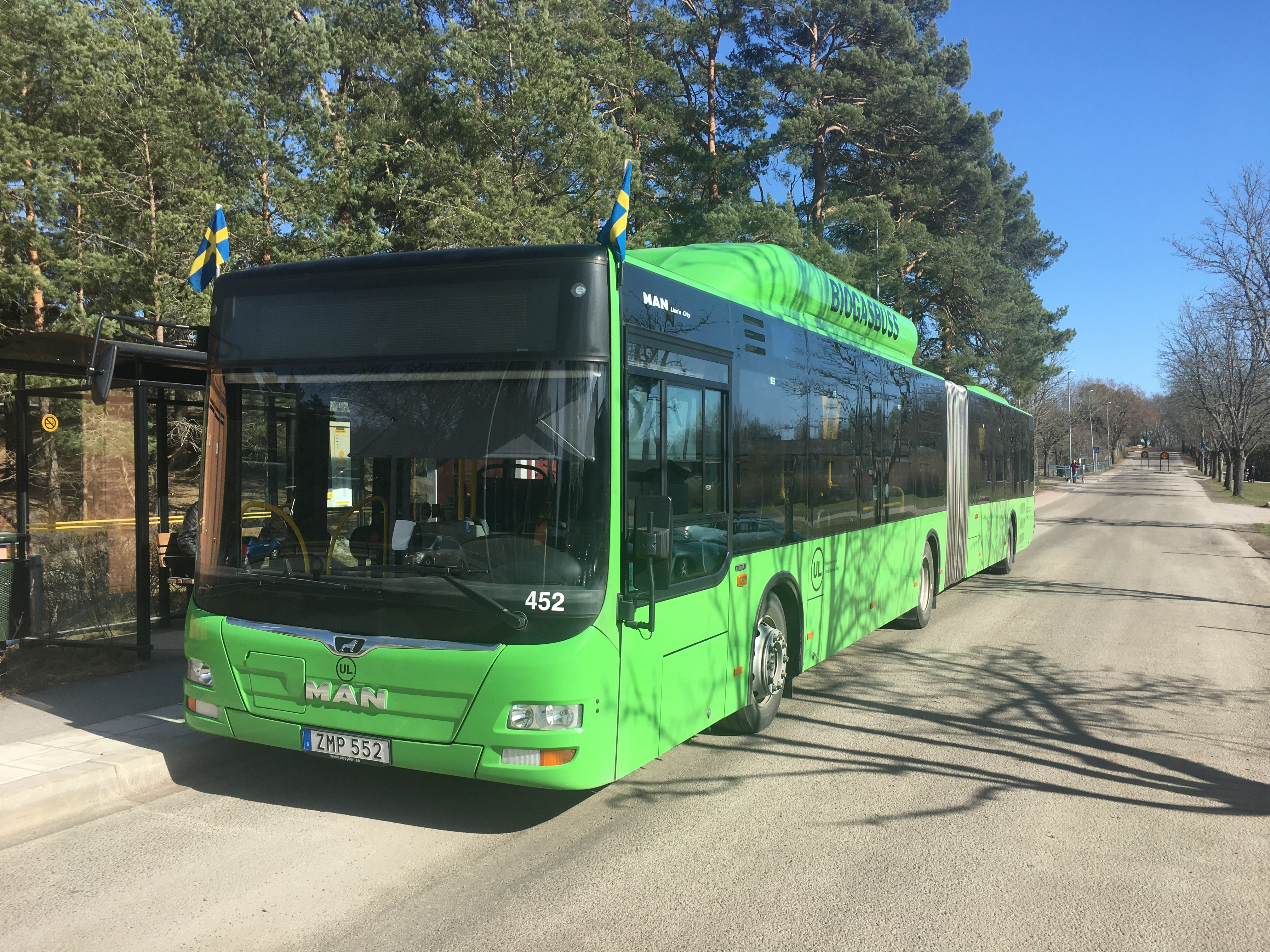
MAN Lion's City biogasledbuss i Uppsala
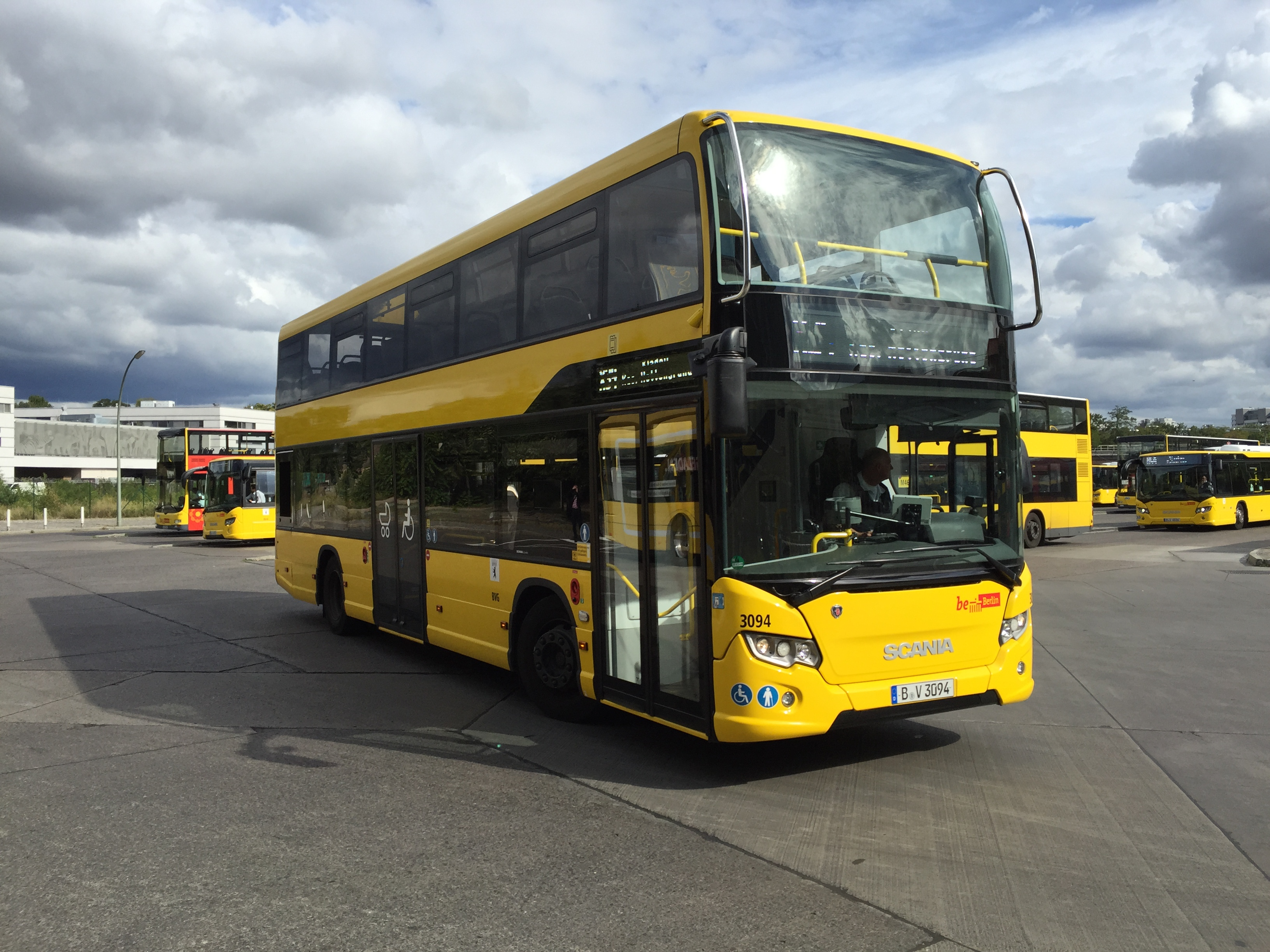
Scania Citywide dubbeldäckare i Berlin
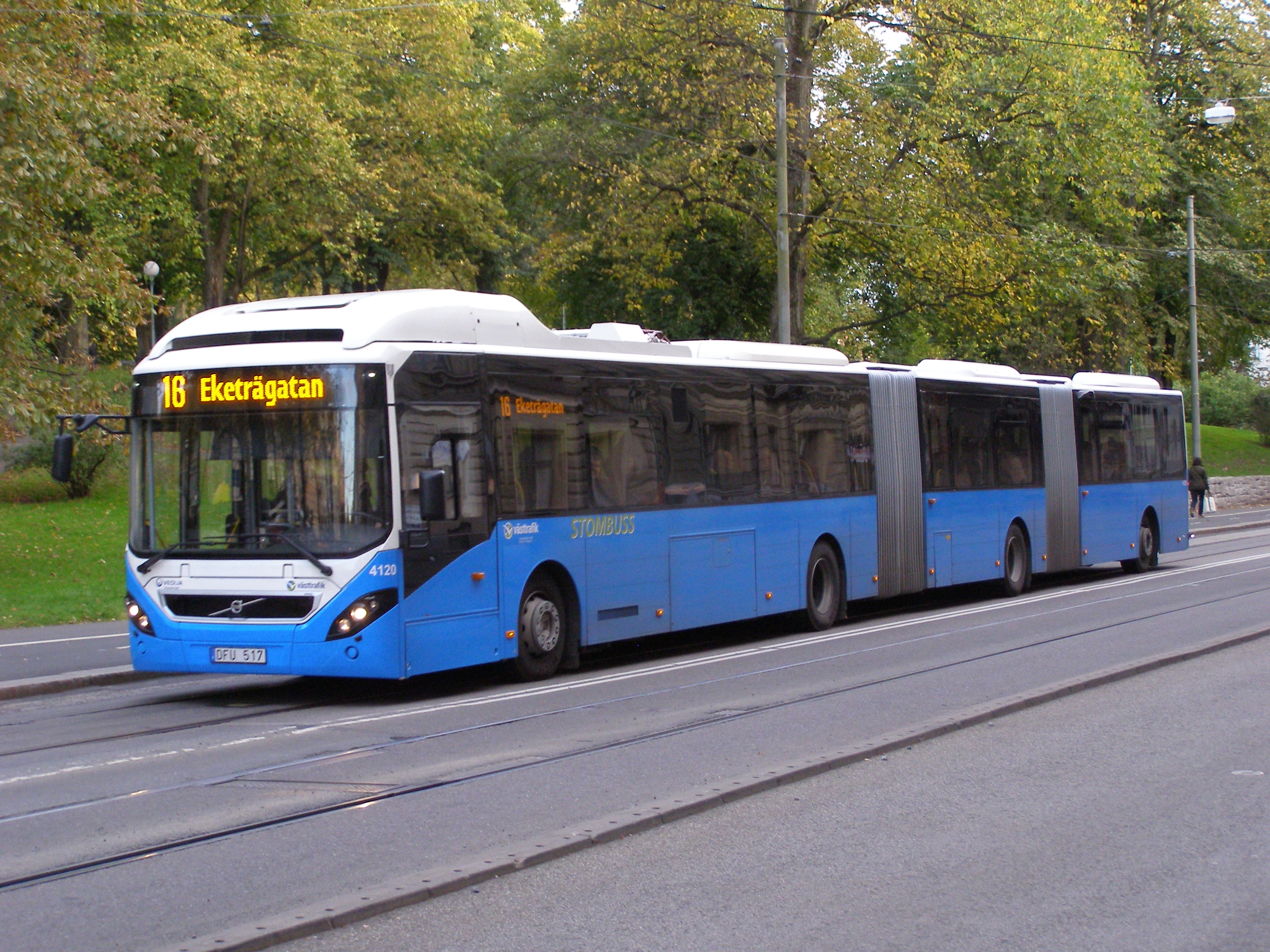
Dubbelledbuss av typen Volvo 7500 i Göteborg